# Игуманија Јелена (Станишић)
Јелена Станишић (Никшић, 4. фебруар 1967) српска је монахиња и игуманија Манастира Ћелија Пиперска.

## Биографија
Игуманија Јелена (Станишић) рођена је 4. фебруара 1967. године у Никшићу. Дипломирала је на Филозофском факултету у Никшићу на Одсјеку за српски језик и књижевност 1990. године.
У Манастир Ћелија Пиперска, као искушеница дошла је 1993. године. Замонашена је 2. јуна 1998. године у манастиру Ћелија Пиперска, од стране митрополита црногорско-приморског Амфилохија добивши име Јелена.
Одликована је звањем игуманије од митрополита црногорско-приморског др Амфилохија Радовића 20. маја 2010. године. Настојатељица је манастира од 25. новембара 2001. године.